# Sierra de Santa María
La sierra de Santa María es una sierra de 26 km de longitude en la región centro-noroeste del estado de Arizona, específicamente en el noroeste del condado de Yavapai.  La sierra está ubicada en una región caracterizada por mesas y cordales montañosos del noroeste del área de transición de Arizona.  La sierra de Santa María está ubicada en el oriente del perímetro noroeste de la zona de transición, paralela a la sierra de Acuario y la sierra de Mojón.
El asentamiento de Tucker en Arizona se ubica a unas 8 millas al este y se ubica al oeste del Valle de Chino.  Tucker se localiza al centro-este del pequeño valle de Williamson.

## Descripción
La sierra de Santa María es una sierra de dirección noroeste-sureste y están ligadas a una pequeña sierra en su sección Sur denominada sierra de Cornell. El pequeño valle de Chino en dirección norte es parte del arroyo del Valle de Williamson y Valle. En sus límites se ubican diversas colinas, picos, mesas y planicies.